# 因格拉姆 (加利福尼亞州)
因格拉姆（英語：Ingram）是位於美國加利福尼亞州門多西諾縣的一個非建制地區。該地的面積和人口皆未知。

## 地理
因格拉姆的座標為38°53′25″N 123°10′19″W / 38.89028°N 123.17194°W，而該地的平均海拔高度為256米（即840英尺）。